# Заремба Владислав Іванович
Владисла́в Іва́нович Заре́мба (15 (27) червня 1833, місто Дунаївці, нині Хмельницької області — 11 (24) жовтня 1902, Київ) — український композитор, піаніст і педагог польського походження.

## Життєпис
Музики навчався в Антона Коціпінського в Кам'янці-Подільському, а від 1862 року викладав гру на фортепіано та хоровий спів у жіночих пансіонах Києва.
Його син, Сигізмунд — теж був композитором та диригентом.
Помер у Києві. Поховано на Байковому кладовищі.
Ім'я Владислава Заремби носить Хмельницький музичний коледж та провулок, в Голосіївському районі м. Києва.

## Творчість та педагогічна діяльність
Автор пісень і романсів як українською так і польською мовами, в тому числі 30 творів для голосу з фортепіано на слова Тараса Шевченка («Музика до Кобзаря»). Переклав для фортепіано ряд українських народних пісень.
Склав збірники музичної літератури для дітей — вокальний «Пісенник для наших дітей» (пол. Spiewnik dia naszych dziatek) і фортепіанний «Маленький Падеревський» (пол. Mały Paderewsky).
Композиціям Заремби властива скромність технічних засобів і певна одноманітність настроїв, проте кращі його твори і аранжировки («Дивлюсь я на небо», «Така її доля» тощо) і досі дуже популярні.
Педагогічну  діяльність  Владислав  Заремба  розпочав у 1853 році на посаді викладача фортепіано у школі Антона Коціпінського у Кам’янець-Подільському, на той час – центрі Подільської губернії. Також здійснював приватну педагогічну практику, оскільки музика на той час відігравала важливу роль у навчанні та вихованні дітей із заможних польських родин, а серед інтелігенції широко побутували традиції домашнього музикування.
Активний розвиток музичної освіти і фортепіанного виконавства,  зростання  інтересу  до  домашнього  музикування та  професійного  навчання  окреслили  проблему  створення навчально-дидактичної літератури для дітей. Починаючи з ХІХ століття композитори України зробили значний внесок у формування дитячого педагогічного репертуару для фортепіано. Поряд із першими циклами мініатюр для фортепіано М.Степаненка, В.Присовського, М.Соколовського є згадка про педагогічні праці для дітей Владислава  Заремби: вокальну  збірку  «Пісенник  для  наших  дітей» («Spiewnik dia naszych dziatek») і фортепіанну збірку «Маленький Падеревський» («Mały Paderewsky»). Однак зміст цих збірок, їхнє дидактичне та художнє значення не були досліджені.

## Твори[6]
- Фортепіанні п'єси:
  - «Прощання з Україною»,
  - «Думка-шумка»,
  - «Реве та стогне Дніпр широкий»,
  - «В кінці греблі шумлять верби»,
  - «Зібралися всі бурлаки».
- Романси та пісні на вірші українських і польських поетів:
  - понад 30 — на вірші Тараса Шевченка:
    - «Калина» («Чого ти ходиш на могилу?»),
    - Думи мої, думи мої
    - «І багата я, і вродлива я»,
    - «На улиці невесело»,
    - «Така її доля…» (з «Причинної»),
    - «Якби мені черевики»,
    - «Якби мені, мамо, намисто»,
    - «Утоптала стежечку».
- Обробка для голосу та фортепіано популярних пісень:
  - «Дивлюсь я на небо, та й думку гадаю…» Людмили Александрової,
  - українських народних:
    - «Де ти, бродиш, моя доле»,
    - «Ні, мамо, не можна нелюба любить».
- Збірки:
  - «Пісенник для наших дітей»,
  - «Маленький Падеревський» (для фортепіано).
- Музика:
  - до драми «Назар Стодоля» (зокрема пісні Стеха «Через гору піду», «Тра-лала, на базарі була»)
  - «Музика до Кобзаря», соля на сопран й альт